# Golpe constitucional
Um golpe constitucional ocorre quando membros do governo, partidos ou setores do governo assumem o poder por meios tecnicamente legais o que, no entanto, representa uma ameaça semelhante aos golpes de Estado tradicionais à governança estável, democrática e constitucional. Normalmente, os perpetradores reescreverão ou alterarão a constituição no seu governo para assumir o poder legalmente.
Golpes constitucionais geralmente ocorrem sem grandes convulsões como se esperaria de golpes militares extraconstitucionais e raramente ocorrem em democracias ocidentais estabelecidas. São considerados uma ocorrência relativamente recente na política global. 
Os golpes constitucionais são facilitados por instituições democráticas fracas e pela ausência de "cultura democrática" dentro dos países. 
As democracias constitucionais requerem um público politicamente ativo e elites políticas que se dedicam a manter as instituições constitucionais.  Consequentemente, as disputas pela autoridade governamental entre facções, particularmente grupos etnoculturais, que pouco se importam com a preservação das instituições democráticas, são um facilitador comum dos golpes constitucionais. 
Os seguintes itens podem ser considerados tipos de golpes constitucionais:
- Prorrogação do mandato dos titulares por meio da extensão ou eliminação dos limites de mandato ou limites de idade;
- Alteração dos requisitos de cidadania para candidatos a cargos eletivos, o que exclui candidatos da oposição;
- Concessão ao presidente de imunidade jurídica por crimes cometidos enquanto no poder;
- Adiar eleições constitucionalmente por tempo indeterminado;
- Permitir que um titular permaneça no poder após o término de seu mandato;
- Manipular a lei eleitoral para garantir a vitória do titular.[4]

## Golpes constitucionais no contexto da África
Nos países africanos, um golpe constitucional tem um significado mais específico daquele encontrado quando se refere a outros países. Na África, o termo normalmente se refere especificamente à expansão do poder executivo por meio da extensão ou eliminação dos limites dos mandatos constitucionais. Outra estratégia comum é um titular invalidar a candidatura de seu oponente, fazendo-se o vencedor de facto. 
Golpes constitucionais sempre envolvem parlamentos dispostos e participativos e as mudanças nos limites de mandato são frequentemente acompanhadas por outras mudanças constitucionais que visam enfraquecer a oposição política e assegurar vitórias eleitorais.
Cerca de 30 chefes de Estado africanos tentaram estender seus mandatos por meio de mudanças constitucionais desde o início da década de 1990, quando muitos países africanos começaram a se democratizar. 
Os chefes de Estado africanos desenvolveram uma preferência por golpes constitucionais em vez de golpes militares, em parte porque são menos propensos a irritar os doadores de ajuda estrangeira. Na África, os golpes constitucionais são uma tentativa de manter uma aparência de Estado de Direito e democracia enquanto consolidam o poder. Além disso, a União Africana e sua antecessora, a Organização da Unidade Africana, desenvolveram políticas eficazes para lidar com golpes militares, mas até agora têm sido ineficazes na prevenção de golpes constitucionais. Documentos publicados pela UA / OUA para criar um quadro de intervenção após golpes, incluindo a Declaração de Lomé, a Carta Africana sobre Democracia, Eleições e Governo e o Ato Constitutivo da União Africana, apenas consideram a mudança de regime inconstitucional, não golpes constitucionais.

### Exemplos
Muitos presidentes africanos mudaram as constituições de seus países para estender seus limites de mandato. Estes incluem os presidentes Gnassingbé Eyadéma (Togo), Yoweri Museveni (Uganda), Idriss Déby (Chade), Paul Biya (Camarões), Paul Kagame (Ruanda), Pierre Nkurunziza (Burundi) e Abdel Fattah el-Sisi (Egito).
Em 2005, o presidente de Burkina Faso, Blaise Compaoré, explorou uma peculiaridade da constituição de 1991 para permanecer no poder depois de estender os limites de mandato. Compaoré argumentou que, por ter sido eleito para o cargo antes dos limites de mandato serem instituídos em 2000, os limites não se aplicavam a si. O Conselho Constitucional de Burkina Faso, controlado por Compoaré e seu partido político, o Congresso para a Democracia e o Progresso, decidiram em seu favor. Em seguida, Compaoré concorreu e conquistou um terceiro mandato. 